# هولگر آدن
هولگر آدن (انگلیسی: Holger Aden؛ زادهٔ ۲۵ اوت ۱۹۶۵) بازیکن فوتبال اهل آلمان است.
از باشگاه‌هایی که در آن بازی کرده‌است می‌توان به باشگاه فوتبال بایر ۰۴ لورکوزن، باشگاه فوتبال بوخوم، و باشگاه فوتبال آینتراخت برانشوایگ اشاره کرد.